# Monaster Podwyższenia Krzyża Pańskiego w Jekaterynburgu
Monaster Podwyższenia Krzyża Pańskiego (ros. Крестовоздвиженский монастырь, Крестовоздвиженский мужской монастырь города Екатеринбурга) – prawosławny monaster znajdujący się w Jekaterynburgu, w obwodzie swierdłowskim. Założony w 1995 przy cerkwi Podwyższenia Krzyża Pańskiego.

## Historia

### Cerkiew Podwyższenia Krzyża Pańskiego
Cerkiew Podwyższenia Krzyża Pańskiego w Jekaterynburgu została wzniesiona w latach 1878–1880. Służyła ona wychowankom pobliskiego sierocińca i była także świątynią garnizonową pułków Armii Imperium Rosyjskiego stacjonujących w tej części miasta. Budynek wzniesiono z cegły, a zaprojektowany został on w stylu bizantyjsko-rosyjskim. W 1919 została ona przekształcona w cerkiew parafialną. W okresie sowieckim duchowieństwo związane było najpierw z ruchem odnowicielstwa, a od 1924 popierało metropolitę Sergiusza. W 1930 roku cerkiew została zamknięta przez bolszewickie władze miasta. W okresie sowieckim została przebudowana i zatraciła swój sakralny charakter. Była wykorzystywana m.in. przez pobliski ogród zoologiczny, służyła także jako sala kinowa i siedziba organizacji artystycznych. W 1993, już po rozpadzie Związku Radzieckiego, zwrócono ją wiernym. Kolejne dziesięciolecie trwała odbudowa i przywrócenie świątyni jej dawnej świetności.

### Monaster Podwyższenia Krzyża Pańskiego
Cerkiew Podwyższenia Krzyża w pierwszych latach po jej odzyskaniu przez wiernych Rosyjskiego Kościoła Prawosławnego związana była z Kozakami uralskimi. Ulokowali się oni w przybudówce pochodzącej z czasów sowieckich. Ta spłonęła w 1994, a biskup jekaterynburski Nikon polecił Kozakom zaprzestania dalszej działalności tuż przy cerkwi. Władze eparchii zdecydowały więc o zmianie profilu działalności duszpasterskiej w tej części miasta. Jesienią 1995, biskup Nikon zdecydował się utworzyć wokół cerkwi męską wspólnotę monasterską. Podlegała ona, jako podworje, pod monaster św. Mikołaja w Wierchoturju, a na jej czele stanął hieromnich Filaret (Szestakow). Sytuacja podległość wobec Wierchoturia nie trwała długo, bo już wkrótce doszło do zmiany. Na prośbę biskupa Nikona, 26 grudnia 1995, Święty Synod Rosyjskiego Kościoła Prawosławnego erygował męski monaster Podwyższenia Krzyża Pańskiego w Jekaterynburgu. Przełożonym wspólnoty został wyznaczony Fiaret (Szestakow). Od tego momentu monaster uzyskał samodzielność.
Filaret (Szestakow) stał na jego czele do lutego 1996 roku, gdy z powodów zdrowotnych musiał ustąpić. 20 lipca 1996 zastąpił go hieromnich Flawian (Matwiejew). Flawian (właściwie Aleksiej Matwiejew, ur. 1972 w Swierdłowsku) został wyświęcony na kapłana w 1993 przez biskupa Melchezdeka, a w 1994 roku przyjął on postrzyżyny. W 2008 został podniesiony do godności ihumena. W 2008 oprócz przełożonego w monasterze żyło jeszcze trzech hieromnichów i jeden hierodiakon.

## Monaster współcześnie

### Charakterystyka
Wspólnota w jekaterynburskim monasterze Podwyższenia Krzyża Pańskiego składa się z jednego ihumena, trzech hieromnichów i czterech hierodiakonów. Monaster współpracuje ściśle z Wydziałem Misyjnym Eparchii Jekaterynburskiej. Mnisi pracują głównie z młodymi ludźmi, przybliżając im dogmaty i historię rosyjskiego prawosławia i zachęcając do prowadzenia życia religijnego. Wielu z nich zostało następnie słuchaczami Prawosławnego Seminarium Duchownego w Jekaterynburgu. Cele mnisze urządzone są na piętrze budynku cerkwi. Od 2000, decyzją arcybiskupa Wincentego, przy monasterze funkcjonuje Centrum Rehabilitacyjne dla Ofiar Nietradycyjnych Religii imienia Józefa Wołockiego (ros. Центр реабилитации жертв нетрадиционных религий во имя прп. Иосифа Волоцкого). Samo centrum zostało założone w 1999, a jego celem jest pomoc ludziom, związanymi z takimi grupami jak Hare Kryszna, Świadkowie Jehowy, Kościół Zjednoczeniowy, Kościoły Chrystusowe, a także ofiarom astrologów, uzdrowicieli, wróżek i innych. W 2002 doszło do próby zbezczeszczania monasteru, gdy nieznani sprawcy próbowali na ołtarzu cerkiewnym złożyć rodzaj pogańskiej „ofiary”. Nie zostali schwytani, lecz uciekając, pozostawili po sobie idole. W 2004 monaster odwiedził Wiaczesław Butusow, lider kultowego zespołu Nautilus Pompilius, który przekazał ofiarę na rzecz rozwoju wspólnoty.
W 2006 z inicjatywy Fławiana (Matwiejewa) w monasterze rozpoczęto akcję misyjną „Kapłan tutaj” (Священник здесь), mającą na celu przybliżenie duchowieństwa do ludu. Fławian rozstawia się w różnych miejscach w Jekaterynburgu (np. na ulicach, w marketach, parkach) z tabliczką „Kapłan tutaj”, oferując rozmowę na tematy wiary i moralności. Wprowadził on też zwyczaj chrztów pod gołym niebem, w nawiązaniu do Chrztu Rusi. Duchowieństwo monasteru prowadzi też duszpasterstwo w Siłach Zbrojnych Federacji Rosyjskiej, zapewniając chętnym żołnierzom niezbędną edukację religijną. Mnisi wspomagają też pobliskie placówki edukacyjne, a także prowadzą szkołę niedzielną, zarówno dla dzieci i młodzieży, jak i dla dorosłych. Udzielają oni też wsparcia więźniom z zakładów i kolonii karnych na terenie obwodu swierdłowskiego. Grupy parafialne skupione wokół monasteru wspierają chorych, niepełnosprawnych, biednych i potrzebujących oraz osoby starsze.

### Przełożeni monasteru
- hieromnich Filaret (Szestakow) (1995–1996)
- igumen Fławian (Matwiejew) (od 1996)